# Ə̃̂
Cette page contient des caractères spéciaux ou non latins. S’ils s’affichent mal (▯, ?, etc.), consultez la page d’aide Unicode.
Ə̃̂ (minuscule : ə̃̂), appelé schwa tilde accent circonflexe, ou Ǝ̃̂ (minuscule : ǝ̃̂), appelé e culbuté tilde accent circonflexe, est un graphème utilisé avec la majuscule ‹ Ǝ̃̂ › dans l’écriture du gio au Liberia.
Il s’agit de la lettre schwa ou E culbuté diacritée d’un tilde et d’un accent circonflexe.

## Utilisation
L’e culbuté tilde accent circonflexe utilisé en gio au Liberia dans l’orthographe de la Dan Literacy Association, il est notamment utilisé dans le mot gǝ̃̂sǝ̀ dans la traduction partielle de la Bible en gio de la Bible Society of Liberia publiée en 2016.
Dans l’alphabet phonétique international, le schwa ‹ ə › représente une voyelle moyenne centrale, le tilde représente la nasalisation de cette voyelle et l’accent circonflexe représente le ton descendant. Par exemple dans la transcription phonétique [mbə̃̂] du mot bafanji mbɨŋ (pluriel de pɨŋ, « sein »).

## Représentations informatiques
Le schwa tilde accent circonflexe et le e culbuté tilde accent circonflexe peuvent être représentés avec les caractères Unicode suivants :
- décomposé (latin étendu B, Alphabet phonétique international, diacritiques) :

| formes    | représentations | chaînes de caractères | points de code | descriptions                                                                        |
| --------- | --------------- | --------------------- | -------------- | ----------------------------------------------------------------------------------- |
| capitale  | Ə̃̂               | Ə◌̃◌̂                   | U+018F U+0303  | lettre majuscule latine schwa diacritique tilde diacritique accent circonflexe      |
| minuscule | ə̃̂               | ə◌̃◌̂                   | U+0259 U+0303  | lettre minuscule latine schwa diacritique tilde diacritique accent circonflexe      |
| capitale  | Ǝ̃̂               | Ǝ◌̃◌̂                   | U+018E U+0303  | lettre majuscule latine e réfléchi diacritique tilde diacritique accent circonflexe |
| minuscule | ǝ̃̂               | ǝ◌̃◌̂                   | U+01DD U+0303  | lettre minuscule latine e culbuté diacritique tilde diacritique accent circonflexe  |